# OAH!
OAH!는 대한민국의 인디 록밴드이다. 2020년 싱글 앨범 [우리의 섬]으로 데뷔했다.

## 방송
- 그레이트 서울 인베이전 (2022) - Top45